# U-153 (1941)
| U-153                      | U-153 | U-153 |
| -------------------------- | --- | --- |
|                            | | |
|                            | | |
|                            | | |
| Під прапором               | Третій рейх | Третій рейх |
| Спуск на воду              | 5 квітня 1941 року | 5 квітня 1941 року |
| Виведений зі складу флоту  | 6 липня 1942 року | 6 липня 1942 року |
| Сучасний статус            | затоплений | затоплений |
| Проєкт                     | | |
| Тип ПЧ                     | Дизельний підводний човен | Дизельний підводний човен |
| Основні характеристики     | | |
| Швидкість (надводна)       | 17,9 вузлів | 17,9 вузлів |
| Швидкість (підводна)       | 7,0 вузлів | 7,0 вузлів |
| Робоча глибина занурення   | 100 м | 100 м |
| Гранична глибина занурення | 230 м | 230 м |
| Автономність плавання      | 63 милі (117 км) км на швидкості 4 вузли (7,4 км/год) (у підводному положенні) 13 450 морських миль (24 910 км на швидкості 10 вузлів (19 км/год) (у надводному положенні) | 63 милі (117 км) км на швидкості 4 вузли (7,4 км/год) (у підводному положенні) 13 450 морських миль (24 910 км на швидкості 10 вузлів (19 км/год) (у надводному положенні) |
| Екіпаж                     | 48 осіб | 48 осіб |
| Розміри                    | | |
| Довжина найбільша (по КВЛ) | 76,76 м | 76,76 м |
| Ширина корпусу найб.       | 6,76 м | 6,76 м |
| Висота                     | 9,6 м | 9,6 м |
| Середня осадка (по КВЛ)    | 4,70 | 4,70 |
| Водотоннажність надводна   | 1120 т | 1120 т |
| Озброєння                  | | |
| Артилерія                  | 1 × 88-мм палубна гармата SK C/32 | 1 × 88-мм палубна гармата SK C/32 |
| Торпедно- мінне озброєння  | 4 носових і два кормових ТА. 22 торпеди або 44 міни TMA чи 66 TMB | 4 носових і два кормових ТА. 22 торпеди або 44 міни TMA чи 66 TMB |
| ППО                        | 1 × 37-мм зенітна гармата SKC/30 2 × 20-мм зенітні гармати FlaK 30 | 1 × 37-мм зенітна гармата SKC/30 2 × 20-мм зенітні гармати FlaK 30 |

U-153 — німецький підводний човен типу IXC, часів Другої світової війни.
Замовлення на будівництво човна було віддане 25 вересня 1939 року. Човен був закладений на верфі «AG Weser» у Бремені 12 вересня 1940 року під заводським номером 995, спущений на воду 5 квітня 1941 року, 19 липня 1941 року увійшов до складу 4-ї флотилії. Також за час служби перебував у складі 2-ї флотилії. Єдиним командиром човна був корветтен-капітан Вільфрід Райхманн.
За час служби човен зробив 2 бойових походи, в яких потопив 3 судна (загальна водотоннажність 16 186 брт).
Потоплений 6 липня 1942 року у Карибському морі північно-західніше Аруби (12°50′ пн. ш. 72°20′ зх. д. / 12.833° пн. ш. 72.333° зх. д.) глибинними бомбами американського бомбардувальника Хевок. Весь екіпаж у складі 52 осіб загинув.

## Потоплені та пошкоджені кораблі[3]
| Назва          | Тип                | Належність      | Дата           | Тоннаж (БРТ) | Вантаж                                           | Статус    | Місце                                                       |
| Anglo-Canadian | суховантажне судно | Велика Британія | 25 червня 1942 | 5 268        | Баласт                                           | потоплено | 25°12′ пн. ш. 55°31′ зх. д. / 25.200° пн. ш. 55.517° зх. д. |
| Potlatch       | суховантажне судно | США             | 27 червня 1942 | 6 085        | 7 500 т військових вантажів, вантажівки та танки | потоплено | 19°20′ пн. ш. 53°18′ зх. д. / 19.333° пн. ш. 53.300° зх. д. |
| Ruth           | суховантажне судно | США             | 29 червня 1942 | 4 833        | 5 000 т марганцевої руди                         | потоплено | 21°40′ пн. ш. 59°20′ зх. д. / 21.667° пн. ш. 59.333° зх. д. |